# 塞布里納海岸
67°20′S 119°0′E / 67.333°S 119.000°E

塞布里納海岸在南極洲的位置

塞布里納海岸是南極洲的海岸，位於威爾克斯地，處於沃德倫角和紹瑟德角之間，由澳大利亞的探險家率領的探險隊發現，現時由南極條約體系管理。